# مارتانگ
مارتانگ (به لاتین: Martąg) یک روستا در لهستان است که در گمینا نوو ستاو واقع شده‌است. مارتانگ ۱۱۰ نفر جمعیت دارد.